# Félix Romain
Félix Joseph Romain (Hévillers, 28 maart 1900 - Court-Saint-Étienne, 17 oktober 1961) was een Belgisch senator.

## Levensloop
Romain was doctor in de geneeskunde.
Hij werd gemeenteraadslid en schepen van Court-Saint-Étienne. 
Op 26 maart 1961 werd hij verkozen tot socialistisch senator voor het arrondissement Nijvel, maar op 18 april 1961 nam hij ontslag om te worden opgevolgd door Felix Camby. Enkele maanden later overleed hij.